# Warangel
Warangel è un gioco da tavolo di tipo wargame strategico, che si rifà soprattutto alla letteratura fantasy.
Creato e illustrato da Angelo Porazzi, prima edizione nel 1996, ad oggi conta 120 diverse razze guerriere con le relative mappe esagonali, corrispondenti ognuna a vari settori della "Nuova Terra", il mondo in cui è ambientato il titolo.

## Ambientazione
I giocatori sono i Warangel, Angeli Guida ciascuno di un esercito di guerrieri con caratteristiche diverse, prevalentemente umani-animali, con il compito di fermare la guerra qui sul nostro pianeta, in un futuro post-atomico. Eserciti di insetti, tentacolati, valchirie, alieni, dei, immortali, donne drago... cercano di controllare le risorse sulla Nuova Terra composta ora da un insieme di grandi isole, frammenti degli antichi continenti, separati da un immenso oceano radioattivo.
I passaggi sono i Buchi Blu, punti di teletrasporto naturali che collegano tra di loro le varie isole.

## Regole
Ogni giocatore sceglie la sua razza e la dispone su una mappa esagonale in formato A3 che raffigura la sua isola di origine. Ogni esercito è composto da una quarantina di guerrieri divisi in 4 caste di potenza decrescente e diverse capacità; le sue «fortezze», dove nasconde le sue «risorse», beni essenziali da conquistare e controllare per vincere la partita) e di alcuni «scudi destino», gettoni da lanciare per determinare l'esito dei combattimenti.
All'inizio della partita i giocatori dispongono segretamente sulla loro mappa le pedine guerriero e le città (una contenente 3 punti risorse, una 2 punti risorse e cinque con 1 punto risorse), a loro piacere, tenendo conto delle caratteristiche del terreno e delle proprie unità (oltre che delle posizioni dei Buchi Blu, esagoni speciali attraverso cui è possibile invadere il territorio avversario ma anche esserne invasi).
Finito il piazzamento a turno ciascun giocatore, iniziando da quello che ha terminato per primo di piazzare le unità, muove e combatte con quanti guerrieri vuole, in qualsiasi ordine e sequenza preferisca; con l'obiettivo di arrivare a controllare (occupare con un guerriero) città che valgano complessivamente almeno 12 risorse all'inizio di un qualsiasi proprio turno di gioco.
Nel muoversi i guerrieri devono tenere conto dell'effetto dei diversi terreni sulla mappa; come pure nei combattimenti, che si svolgono lanciando un certo numero di scudi destino e confrontando il risultato ottenuto con la vitalità del guerriero attaccato.
Indubbiamente un gioco veloce da imparare, con poche regole e meccanismi intuitivi,  ma in cui la strategia del piazzamento iniziale è altrettanto importanti delle decisioni tattiche successive, dove una svista può portare alla sconfitta e un lancio di Scudi Destino particolarmente buono può significare la vittoria, in cui non ci si può affidare esclusivamente alla fortuna, ma è indispensabile impegnarsi per ridurre il più possibile l'incidenza del caso, per ottenere la vittoria.
Grazie alle sue 120 razze guerriere, ognuna con 4 caste, diversi poteri speciali e una propria mappa specifica ispirata a veri settori della nostra Terra su cui giocare, consente una buona rigiocabilità, rendendo ogni partita una esperienza nuova, fresca e diversa da tutte le altre.

## Edizioni
- Il gioco viene pubblicato per la prima volta nel 1996 come opera a fascicoli e distribuito in edicola.
- Nel 2000 l'autore realizza la prima edizione in scatola del gioco,
- Nel 2002 basandosi sull'ambientazione di Warangel viene realizzato il gioco di carte Warangel Card Game distribuito da Hasbro Italy per la grande distribuzione.
- Nel 2006 è stato pubblicato Warangel 10 Years Edition per celebrare il decennale della prima edizione
- Dal 2007 il gioco resta disponibile col servizio Crea il TUO Warangel. Ogni giocatore può ora scegliere tra 110 razze disponibili le sue preferite e riceverle già montate su pedine in legno dipinte. Scegliere le mappe esagonate che vuole, rappresentanti reali settori della Terra, e creare la sua scatola di Warangel personalizzata. Anche il regolamento è stato ampliato includendo i poteri di tutti i nuovi popoli.

## Riconoscimenti
Warangel ha ottenuto 4 diversi riconoscimenti in 4 diverse manifestazioni ludiche:
- Miglior Gioco da Tavolo Italiano a Ludex 2000 Bologna
- Miglior Gioco Italiano a LuccaGames 2000
- Miglior Wargame Fantasy a MilanoGames 2000
- Miglior Gioco Autoprodotto ad AcquiComics 2001

## Diffusione
Il gioco oggi è diffuso in Italia e Stati Uniti, con un average rating di 7.65/10 su Board Game Geek e un GoblinScore: 7.96/10 su la Tana dei Goblin. Dove è recensito come 10/10
Ogni anno si tiene un torneo nazionale, ospitato di volta in volta in diverse manifestazioni di settore, come si evince dall'albo d'oro.
Nel 2014 il torneo è stato a San Marino.